# Forchhammeria haitiensis
Forchhammeria haitiensis là một loài thực vật có hoa trong họ Capparaceae. Loài này được (Urb. & Ekman) Alain mô tả khoa học đầu tiên năm 1968.